# توبای
توبای (به آلمانی: Tobaj) یک منطقهٔ مسکونی در اتریش است که در ناحیه گوسینگ واقع شده‌است. توبای ۱٬۴۴۰ نفر جمعیت دارد.